# Kalbensteinberg
Kalbensteinberg ist ein Gemeindeteil des Marktes Absberg im Landkreis Weißenburg-Gunzenhausen (Mittelfranken, Bayern). Die Gemarkung Kalbensteinberg hat eine Fläche von 10,723 km². Sie ist in 1345 Flurstücke aufgeteilt, die eine durchschnittliche Flurstücksfläche von 7972,35 m² haben. In ihr liegt neben dem namensgebenden Ort der Gemeindeteil Igelsbach.

## Geographie
Das Pfarrdorf liegt im Norden des Landkreises Weißenburg-Gunzenhausen im Fränkischen Seenland, ungefähr vier Kilometer nordwestlich von Absberg, auf einer Höhe von 489 m ü. NHN. Südlich des Ortes entspringt der Igelsbach. In der näheren Umgebung entspringen mehrere Zuflüsse des Erlbachs. Kalbensteinberg liegt nahe der Grenze zur Nachbargemeinde Haundorf und zum Landkreis Roth. Durch den Ort führen die Kreisstraßen WUG 22 und WUG 21. Die Bundesstraße 466, die Gunzenhausen mit Schwabach verbindet, verläuft zwei Kilometer westlich des Ortes. Südwestlich des Ortes erhebt sich der Reckenberg. Der Ort liegt im Spalter Hügelland.

## Geschichte
Kalbensteinberg wurde 1247 erstmals urkundlich erwähnt; eine Erwähnung von 1194 ist dem Nachbarort Gräfensteinberg zuzuweisen. Die frühe Geschichte liegt quellenmäßig meist im Dunkeln. Als Mitgift der Abenbergerin Diemutha kam ein Teil der Ortschaft in den Besitz des Klosters Roggenburg bei Neu-Ulm. 1412 verkaufte das Kloster seinen Besitz an die Grafen von Oettingen. Von diesen gelangten die ehemals Roggenburger Anwesen noch im selben Jahr über die Familien Stromer und Wernitzer 1437 an die Rieter von Kornburg, die seit etwa 1600 bis zu ihrem Aussterben 1753 alle Anwesen als Grundherren innehatten. Durch die Rieterstiftung fiel Kalbensteinberg an das Heilig-Geist-Spital und damit an die Reichsstadt Nürnberg. Nach dem Übergang an das Königreich Preußen 1791 wurde Kalbensteinberg 1806 mit den Gebieten des Fürstentums Ansbach in das neu gegründete Königreich Bayern integriert.
Im Zuge der Gemeindegebietsreform wurde das ehemals selbständige Kalbensteinberg mit dem Gemeindeteil Igelsbach am 1. Mai 1978 in den Markt Absberg eingemeindet.

## Kultur und Sehenswürdigkeiten
Zahlreiche Gebäude im Ort sind in der Liste der Baudenkmäler enthalten.
Kalbensteinberg ist Teil des Spalter Hopfenanbaugebietes. Der Ort ist vor allem durch seinen Obstanbau bekannt. Sehenswert ist die Kirschblüte Ende April mit ihrem Höhepunkt, dem Kirschblütenfest am 1. Mai. Mitte Juli, während der Kirschenernte, findet jährlich das Kirschhoffest statt. Der Obst- und Gartenbauverein unterhält über eine GmbH eine eigene Brennerei.
1995 war der Ort Preisträger im Wettbewerb Unser Dorf soll schöner werden. Durch Kalbensteinberg führt einer der historischen Jakobswege für Pilger in Richtung Santiago de Compostela.
Die Rieterkirche St. Marien und Christophorus wurde ab 1464 erbaut (Fertigstellung 1488). Um 1610 erfolgte eine grundlegende Umgestaltung, von der die Kirchenausstattung bis heute geprägt wird.

## Bodendenkmäler
Siehe: Liste der Bodendenkmäler in Absberg

## Persönlichkeiten
- Michael Jäger (1876–1962), Landwirt, Bürgermeister (1933–1945) und Abgeordneter der NSDAP im Bayerischen Landtag, wurde in Kalbensteinberg geboren.